# Habsburg–Toscanai Auguszta Ferdinanda főhercegnő
Auguszta Ferdinanda (Lujza Mária Johanna Jozefa; Firenze, Toszkána, 1825. április 1. – München, Bajorország, 1864. április 26.), osztrák főhercegnő és toszkánai hercegnő, aki 1844 áprilisától Luitpold bajor királyi herceg felesége 1864 áprilisában bekövetkezett haláláig. Ő volt III. Lajos, Bajorország utolsó királyának édesanyja, egyben I. Ferenc József császár-király rokona és sógornője.

## Élete

### Származása, testvérei
Auguszta Ferdinanda főhercegnő, toszkánai hercegnő 1825-ben született Firenzében, a Toszkánai Nagyhercegség fővárosában.
Édesapja a Habsburg–Lotaringiai-ház toszkánai ágából származó II. Lipót toszkánai nagyherceg (1797–1870), III. Ferdinánd toszkánai nagyherceg és Lujza Mária Amália nápoly–szicíliai királyi hercegnő legidősebb fia, II. Lipót német-római császár unokája.
Édesanyja a Wettin-házból származó Mária Anna Karolina szász királyi hercegnő (1799–1832) volt, Miksa szász királyi herceg (1759–1838) és Karolina Mária Bourbon–parmai hercegnő (1770–1804 ) leánya, a toszkánai nagyherceg első felesége, akit 1817. november 16-án vett nőül. Az első házasságból három gyermek született, de csak Auguszta Ferdinanda hercegnő érte meg a felnőttkort:
- Mária Karolina főhercegnő (1822–1841), fiatalon meghalt.
- Auguszta Ferdinanda főhercegnő (1825–1864), aki Luitpold bajor királyi herceghez, a Bajor Királyság régenséhez (1821–1912) ment feleségül. Fia, Lipót Miksa József bajor királyi herceg (1846–1930) később Gizella főhercegnőt, Ferenc József császár legidősebb leányát vette feleségül.
- Mária Maximiliána főhercegnő (1827–1834), gyermekként meghalt.

Auguszta Ferdinanda féltestvérei apjának második házasságából, amelyet 1833-ban az olasz Bourbon (Borbone) házból való Mária Antónia nápoly–szicíliai királyi hercegnővel (1814–1898), I. Ferenc (Francisco Gennaro) nápoly–szicíliai király (1777–1830) és Mária Izabella spanyol infánsnő (María Isabel de Borbón, 1789–1848) leányával kötött:
- Mária Izabella főhercegnő (1834–1901), aki a Bourbon-házból való Francesco di Paolához, Trapani grófjához, I. Ferenc nápoly–szicíliai király fiához ment férjhez.
- Ferdinánd Szalvátor főherceg (1835–1908), aki IV. Ferdinánd néven Toszkána utolsó (címzetes) nagyhercege lett.
- Mária Terézia főhercegnő (1836–1838), kisgyermekként meghalt.
- Mária Krisztina (1838–1849), gyermekként meghalt.
- Károly Szalvátor főherceg (1839–1892), aki Mária Immakuláta Klementina nápoly–szicíliai királyi hercegnőt (1844–1899) vette feleségül.
- Mária Anna főhercegnő (1840–1841), kisgyermekként meghalt.
- Rainer főherceg (1842–1844), kisgyermekként meghalt.
- Mária Lujza főhercegnő (1845–1917), aki Károly isenburgi herceghez († 1899) ment feleségül.
- Lajos (Ludwig) Szalvátor főherceg (1847–1915), neves tengerkutató .
- János Szalvátor főherceg (* 1852; későbbi polgári nevén Johann Orth hajóskapitány. Eltűnt a tengeren 1890-ben, holttá nyilvánították 1911-ben).

Auguszta Ferdinanda főhercegnő szigorú katolikus nevelésben részesült. Már egészen fiatalon élénk érdeklődést mutatott a tudományok és művészetek iránt. Magas, csinos, öntudatos viselkedésű leánynak írták le.

### Házassága

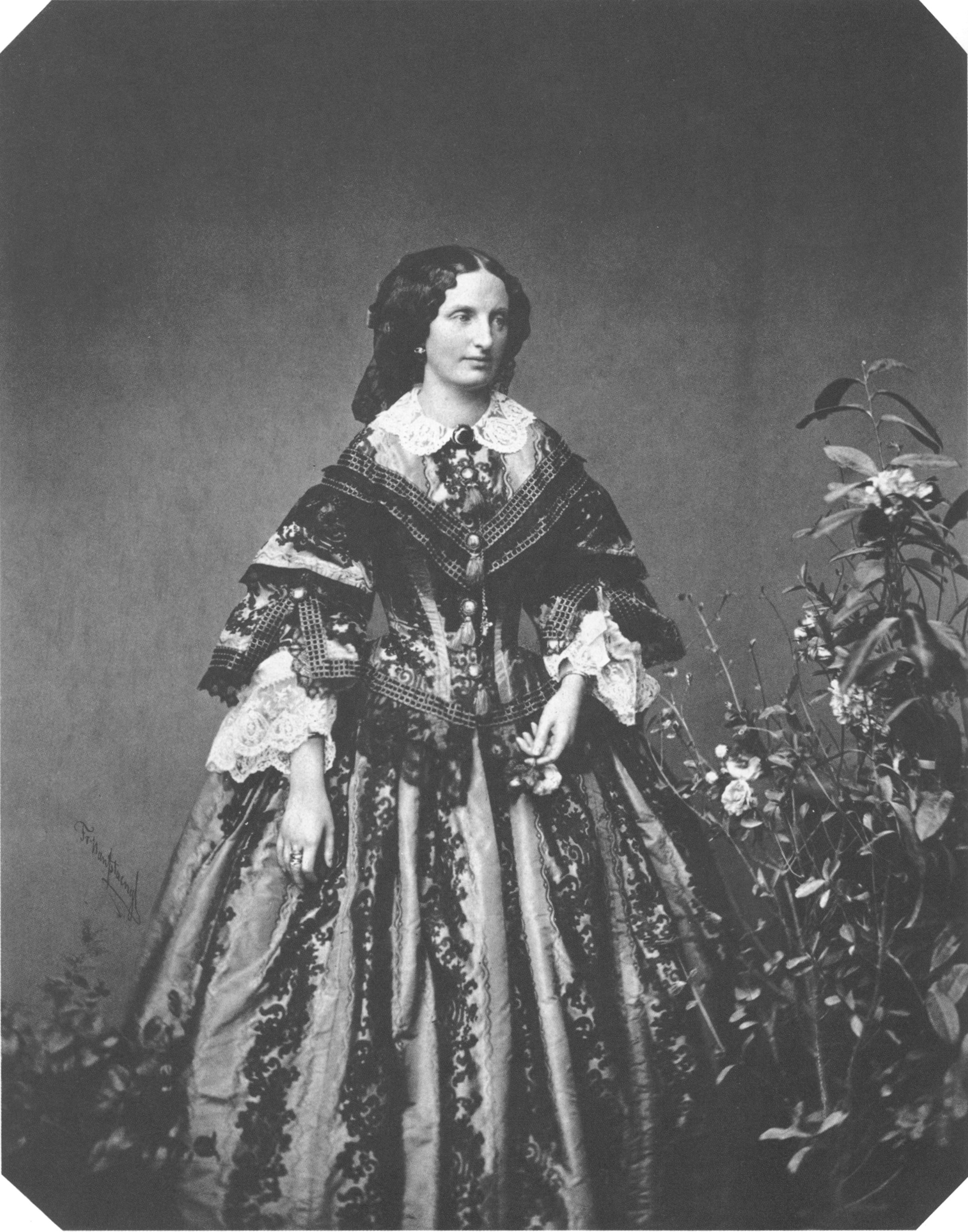
Auguszta Ferdinanda osztrák főhercegnő 1850. körül.

1844. április 15-én Firenzében feleségül ment a Wittelsbach-házból származó Luitpold bajor királyi herceghez, I. Lajos bajor király (1786–1868) és Terézia Sarolta szász–hildburghauseni hercegnő (1792–1854) harmadik fiához, Bajorország későbbi régenséhez. A vőlegény apja, I. Lajos király erősen ellenezte fia házasságát, mivel Auguszta Ferdinanda főhercegnőn már megmutatkoztak a tuberkulózis első látható tünetei.
Luitpold herceg és Auguszta Ferdinanda főhercegnő házasságából 4 gyermek született:
- Lajos herceg (1845–1921), 1913-tól III. Lajos néven Bajorország utolsó királya, aki 1868-ban Habsburg–Estei Mária Terézia Henrietta főhercegnőt vette feleségül.
- Lipót Miksa herceg (1846–1930), aki 1873-ban I. Ferenc József és Erzsébet császárné leányát, Gizella főhercegnőt (1856–1932) vette feleségül.
- Terézia Sarolta hercegnő (1850–1925) írónő, a Bajor Tudományos Akadémia tiszteletbeli tagja, a Müncheni Egyetem doktora.
- Arnulf Ferenc József herceg (1852–1907), aki 1882-ben Terézia liechtensteini hercegnőt (1850–1938) vette feleségül. Egyetlen fiuk született, Henrik Lipót herceg (1884–1916), aki az első világháborúban esett el.

Auguszta Ferdinanda hercegné maga nem vitt politikai szerepet, de mindenben szilárd támasza volt férjének. Megőrizte itáliai gyökereit, gyermekeivel mindig olaszul beszélt. 1848-re már nyíltan bírálta I. Lajos királyt és Lola Montez táncosnő botrányos viszonyát, amely rontotta a monarchia tekintélyét, és felingerelte az alattvalókat. Luitpold herceg közbenjárására Lajos király fogadta a müncheni polgárok küldöttségét, akik kifejezték felháborodásukat az erkölcstelen viszony miatt. Az audienciának nem lett közvetlen eredménye, de Lajost szembesítette alattvalóinak elégedetlenségével. Az 1848-as forradalom küszöbén felszámolta a viszonyt, de népszerűtlensége miatt lemondott. Auguszta Ferdinanda hercegné nyilvános megjelenései alkalmával igyekezett erősíteni az új király, II. Miksa tekintélyét (aki Luitpold herceg bátyja volt) és lehetőleg enyhíteni a monarchia tekintélyén esett kárt. II. Miksa uralkodása alatt Luitpold herceg kevés lényeges politikai szerepet kapott.
Auguszta Ferdinanda főhercegnő, bajor királyi hercegné 1864. április 26-án halt meg tüdőbajban. Csupán 39 éves volt. A müncheni Theatinusok templomának (Theatinerkirche) kriptájában temették el.
A megözvegyült Luitpold herceg többé nem nősült meg. Háztartását leánya, Terézia hercegnő és húga, Adelgunda Auguszta hercegnő irányították.